# Phoremia
Phoremia is een geslacht van rechtvleugeligen uit de familie krekels (Gryllidae). De wetenschappelijke naam van dit geslacht is voor het eerst geldig gepubliceerd in 1993 door Desutter-Grandcolas.

## Soorten
Het geslacht Phoremia omvat de volgende soorten:
- Phoremia circumcincta Mesa, Ribas & García-Novo, 1999
- Phoremia nigrofasciata Mesa, Ribas & García-Novo, 1999
- Phoremia rolfsi Pereira, Sperber & Lhano, 2011
- Phoremia tabulina Desutter-Grandcolas, 1993
- Phoremia zefai Pereira, Sperber & Lhano, 2011